# 上古八大姓
上古八大姓是中國漢姓，起源于五六千年前的母系社会，沿自部落的名称或部落首领的名字。因此，上古八大姓都是從“女”字旁，是指：妊、姬、姜、姒、嬴、妘、妫、姚；
另一說：姞、姬、姜、姒、嬴、妘、妫、姚。

## 起源
- 妊，伏羲妊姓
- 姜，炎帝神农氏姜姓。
- 姬，姞同源，黄帝轩辕氏姬姓。
- 嬴，伯益因助禹治水有功，故受帝舜賜姓嬴，封於嬴城（今山東省萊蕪市萊城區嬴城遺址）。
- 妘，陆终第四子求言为妘姓。[2][3]
- 姚，姚墟
- 妫，姚同源，帝舜姚姓。
- 姒，大禹姒姓。
- 姞，黄帝后裔。商朝的密须、周朝的偪国、南燕国、郑穆公的母亲燕姞都是姞姓。[4]

## 周朝諸侯國之國姓
- 姜：鄣、姜齐
- 姬：周、晉、燕、曹、卫、蔡、吴、韩、邢、沈、滕、唐、荣、单、賴、蔣、中山
- 妫：陈、遂、田齐
- 嬴：秦、赵、徐
- 姒：越、杞、譚